# 007 북경특급
《007 북경특급》(國產凌凌漆, From Beijing With Love)은 홍콩에서 제작된 주성치 감독의 1994년작 코미디, 액션 영화이다. 주성치 등이 주연으로 출연하였다.

## 줄거리
중국 공안당국에서는 공룡 뼈 화석을 찾아내어 운반을 하게 되었다. 이 때 테러리스트들이 나타나서 공룡 뼈의 두개골 부분을 훔쳐가려 했다. 이를 002 요원이 막으려 했으나 철갑으로 중무장한 괴한에게 살해당했다.
이에 공안당국에서는 전사한 002 요원을 대체할 인물을 찾아 나서는데 그 중 007 요원을 찾아냈다. 황당하게도 그 007 요원은 요원 후보군 중 말석에 있는 인물로 애초에 고려된 바 없는 인물이었다. 또한 본명이 '영영칠'이지 코드네임도 아니었다. 한편 007은 정육점을 운영하면서 생계를 유지하고 있었다. 하지만 공안당국의 호출을 받고 취업하기 위해 공안당국을 찾아갔다.
007이 정육점에서 고기를 썰 때 입는 꾀죄죄한 복장으로 공안당국을 찾아가자 사령관이 중국 인민폐 200 위안을 주면서 공작 활동을 할 때 입을 정장을 사라고 한다. 옆에서 박사가 자신에게도 돈을 달라는 눈빛으로 사령관을 쳐다보자 사령관은 중국 인민폐 100 위안을 주면서 밀크티를 사오라고 심부름을 시킨다.
007은 공작활동을 하면서 박사가 만들어줬다는 발명품을 사용하게 되는데 그게 죄다 이상한 물건들이었다. 전화기처럼 생긴 면도기, 면도기처럼 생긴 헤어 드라이어, 신발처럼 생긴 헤어 드라이어 등 외관이 용도와는 많이 동떨어진 물건들이다. 이향림이 007을 암살하기 위해 총을 쐈지만 그 총은 반대 방향으로 총알이 날아가 이향림의 어깨를 명중했다. 그래서 그 총을 반대로 겨누고 쐈지만 이번에는 제대로 나가서 또 이향림의 어깨를 명중했다.
007은 공작 활동 중 공안에게 잡히게 되었는데 총살을 당하게 되었다. 그 곳에서는 먼저 도착한 사형수들이 있었는데 사령관의 아들이라는 두 형제도 가차없이 총살시켜 버렸다. 무술의 고수가 자신이 익힌 무술로 공안들을 때려눕히고 탈옥을 시도하지만 담장을 넘자마자 RPG에 맞고 공중분해 되었다. 하지만 007은 공안들에게 중국 인민폐 100 위안을 뇌물로 주고 석방되며 심지어 공안들과 담배를 나눠 피우고 공안들의 열렬한 배웅을 받으며 교도소를 빠져나갔다.

## 출연

### 주연
- 주성치
- 원영의
- 진보련

### 조연
- 이건인
- 이력지: 이 영화의 감독이다.
- 황금강
- 나가영
- 정조
- 황일비
- 등조존
- 양사호
- 우영광